# Hva' snakker du om? – Den ka' byttes Vol. 1
Hva' snakker du om? – Den ka' byttes Vol. 1, ofte blot omtalt som Hva' snakker du om?, er en humoristisk CD udgivet af komikeren Anders Matthesen i 2000. 
Albummet blev til efter at Matthesen sammen med Bossy Bo fra Østkyst Hustlers havde lavet ugentlige satireindslag i Børneradio i programmet Hvad snakker du om?. Under navnet Bossy Bjælke bidrog han som producer og tekniker på de fleste af sangene, hvilket omfatter "Min Store Kærlighed", "Sig God Nat!", "Den Lyriske Flæskesvær", "Så Vanker Der", "Hva' Snakker Du Om?", "Jul På Vesterbro" og "Gi' Den Gas Mester Egekjær".
Albummet solgte 80.000 eksemplarer og blev certificeret platin. Ved Danish Music Awards 2001 vandt det for "Årets Entertainment Udgivelse".

## Indhold
Albummet består primært af små sketches på under et minut, der stammer fra radioprogrammet Hvad snakker du om?. Flere af indslagende bygger på populære programmer som realityshowet Robinson Ekspeditionen, tv-serien TAXA, radioprogrammet Giro 413 og Skærmtrolden Hugo. Andre temaer går igen i let ændrede versioner som "KLM", "Fisk", "Reklame" og "Tatovøren".
Stewart Stardust optræder som figur i sangene "Til Min Søn Danny" som er rettet mod Danny Stardust og "Jul På Vesterbro", hvoraf sidstnævnte blev brugt i julekalenderen af samme navn i 2003, hvor den dog havde endnu et vers, der bliver sunget af Arne Nougatgren. Sangen blev efterfølgende udgivet på soundtracket til julekalenderen.
Albummets sidste nummer, "Godnat Lille Dengse", varer 13:17 minutter og er en rap om en far, der skal til at have sin søn, Jokum, i seng. Rappen varer knap fire minutter, hvorefter der ikke lyd på nummeret før de sidste to sekunder, hvor det forlyder at "der kommer ikke mere".

## Spor
1. "Intro" - 0:18
2. "Taxa" - 1:57
3. "Reklame" - 0:17
4. "De Korte Nyheder" - 0:23
5. "Min Store Kærlighed" - 3:36
6. "KLM (Kort Lunte-Manden)" - 0:19
7. "Forestil Dig..." - 0:26
8. "Møgunge" - 0:15
9. "Tatovøren 1" - 0:24
10. "Fraklip" - 0:36
11. "Giro 413" - 0:06
12. "Kender De Det?" - 1:05
13. "Det Er Derude" - 0:56
14. "Ismand" - 0:31
15. "Reklame" - 0:12
16. "Stop Volden" - 0:46
17. "Sig God Nat!" - 2:21
18. "Aprilsnar" - 1:08
19. "Tatovøren 2" - 0:27
20. "Monstre" - 0:21
21. "Stop Volden 2" - 0:15
22. "Den Lyriske Flæskesvær" - 2:36
23. "Fraklip" - 0:13
24. "Gode Råd Om Børneopdragelse" - 0:41
25. "KLM" - 0:18
26. "Hugo På Helium" - 0:50
27. "Så Vanker Der" - 2:43
28. "Reklame" - 0:23
29. "Robinson" - 1:15
30. "Fisk" - 0:11
31. "Tatovøren 3" - 0:29
32. "Fisk 2" - 0:11
33. "KLM" - 0:14
34. "Studievejledning" - 1:19
35. "Ingen Børn!" - 3:35
36. "Ludo" - 2:25
37. "Giro 413" - 0:11
38. "Matros I Skumsprøjt Med Stormvejr Og Stiv Kuling I Ramsaltet Rum Sø" - 0:35
39. "KLM" - 0:24
40. "Robinson 2" - 1:12
41. "Hva' Snakker Du Om?" - 3:51
42. "Tatovøren 4" - 0:57
43. "Nyt Er Yt..." - 0:48
44. "Reklame" - 0:19
45. "Giro 413" - 0:15
46. "Til Min Søn Danny" - 0:48
47. "Hør Det Ske" - 1:13
48. "Fraklip" - 0:17
49. "Reklame" - 0:18
50. "Julegaver" - 0:33
51. "Jul på Vesterbro" - 3:27
52. "Efteraberen" - 0:44
53. "Kort Lunte" - 0:09
54. "Efterlysning" - 0:41
55. "Reklame" - 0:26
56. "Bilkøb" - 0:24
57. "Gi' Den Gas Mester Egekjær" - 1:29
58. "Banan-Informercial" - 0:42
59. "Fraklip" - 1:09
60. "Folkeskolen Før Og Nu" - 1:37
61. "Træt-Og-Deprimeret-Blues" - 1:04
62. "Trafiknyt" - 0:14
63. "Sjov Med Kæledyr" - 1:46
64. "Reklame" - 0:35
65. "Godnat Lille Dengse" - 13:17